# 1901 en science
| Années de la science : 1898 - 1899 - 1900 - 1901 - 1902 - 1903 - 1904    |
| Décennies de la science : 1870 - 1880 - 1890 - 1900 - 1910 - 1920 - 1930 |

Cet article présente les faits marquants de l'année 1901 en science.

## Événements
- 23 janvier : création de la Société des sciences sociales en Hongrie (Társadalomtudományi Társaság (hu)) par Gyula Andrássy et Oszkár Jászi (en)[1].

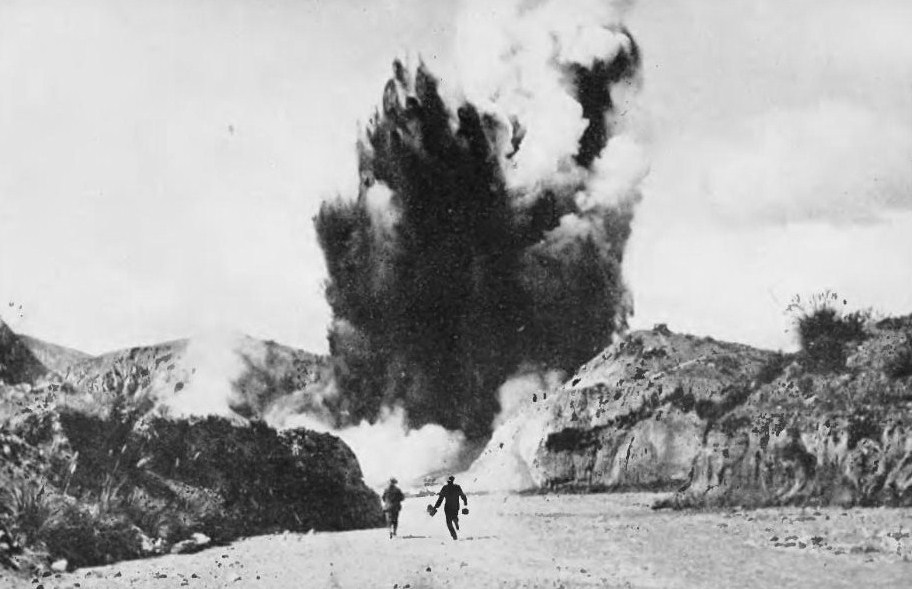
Waimangu Geyser en 1903.

- 30 janvier : découverte par le docteur Humphrey Haines du plus grand geyser du monde (450 m) à Waimangu, au nord de la Nouvelle-Zélande[2].

- 8 septembre : découverte de la grotte des Combarelles, une grotte ornée située sur le territoire de la commune des Eyzies de Tayac en Dordogne[3].

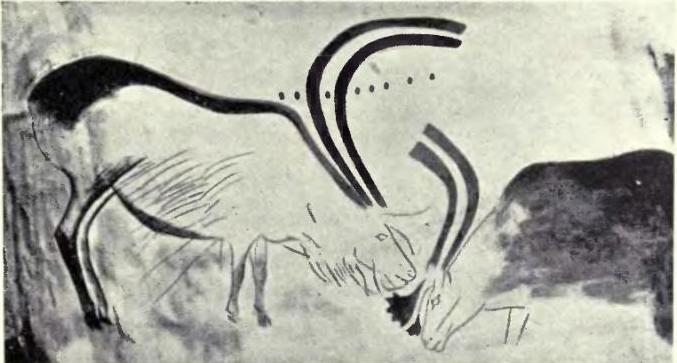
Grotte de Font-de-Gaume. Combinaison de gravure et peinture de deux rennes. Dessin par H. Breuil et L. Capitan, Compte-rendu du Congrès international d'anthropologie et d'archéologie préhistorique de Monaco, 1906.

- 12 septembre : Denis Peyrony, Henri Breuil et Louis Capitan découvrent des peintures rupestres dans la grotte de Font-de-Gaume en Dordogne[3].

- 16 octobre : l’expédition antarctique suédoise d’Otto Nordenskjöld quitte Göteborg, en Suède, à destination du continent Antarctique (1901-1904). Elle est Buenos Aires le 16 décembre [4].

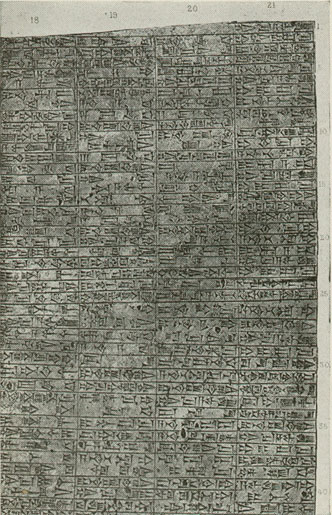
code d'Hammourabi, détail

- Décembre 1901 et janvier 1902 : une stèle gravée du Code de Hammurabi est découverte à Suse en Iran par l'équipe de Jacques de Morgan[5].

### Sciences de la vie
- 25 janvier : Fernand Cathelin, interne en neurologie dans le service de chirurgie de l’hôpital Tenon, commence ses expériences d’anesthésie péridurale[6].

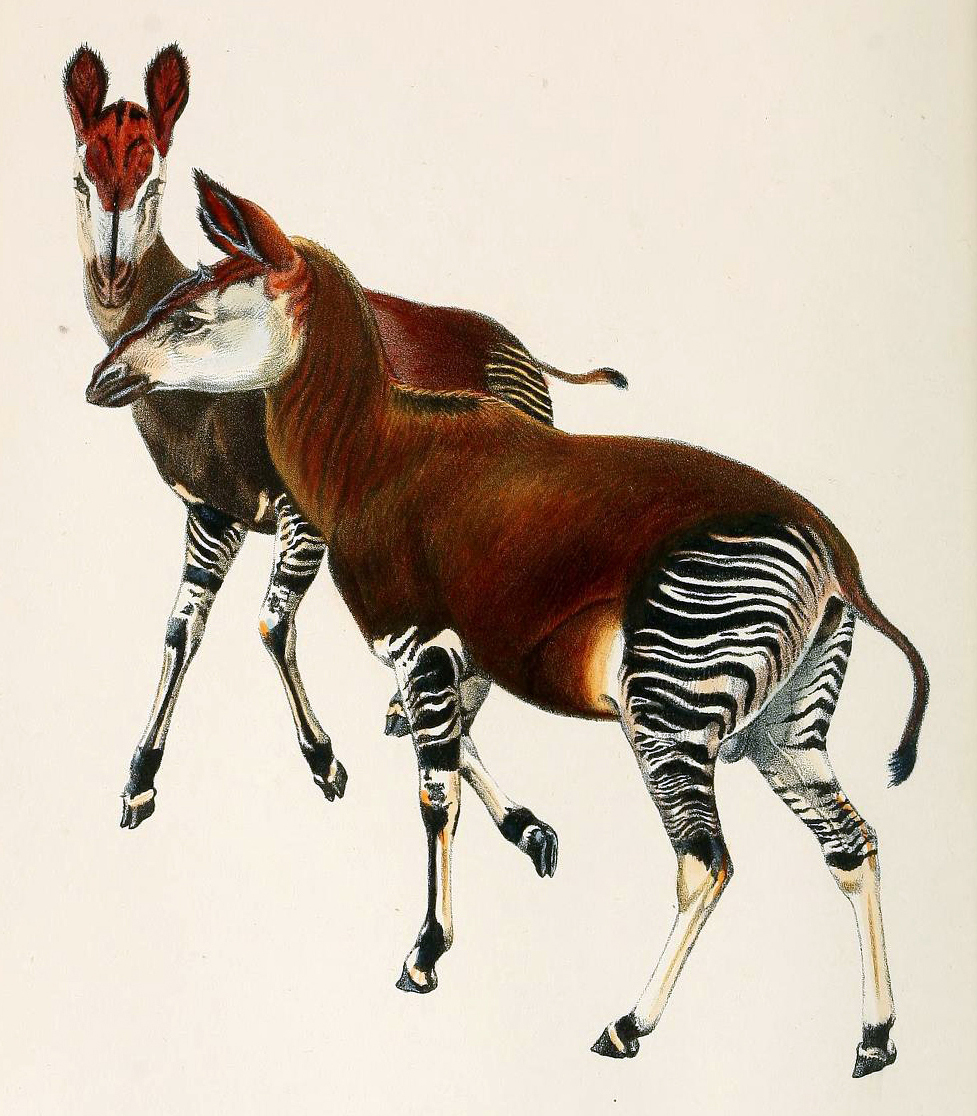
L'Okapi peint par Harry Johnston en 1901.

- 7 mai : l'okapi, mammifère vivant au Nord-Est du Zaïre, découvert par Harry Johnston, est reconnu comme une nouvelle espèce par la Société zoologique de Londres (Okapia johnstoni)[7].

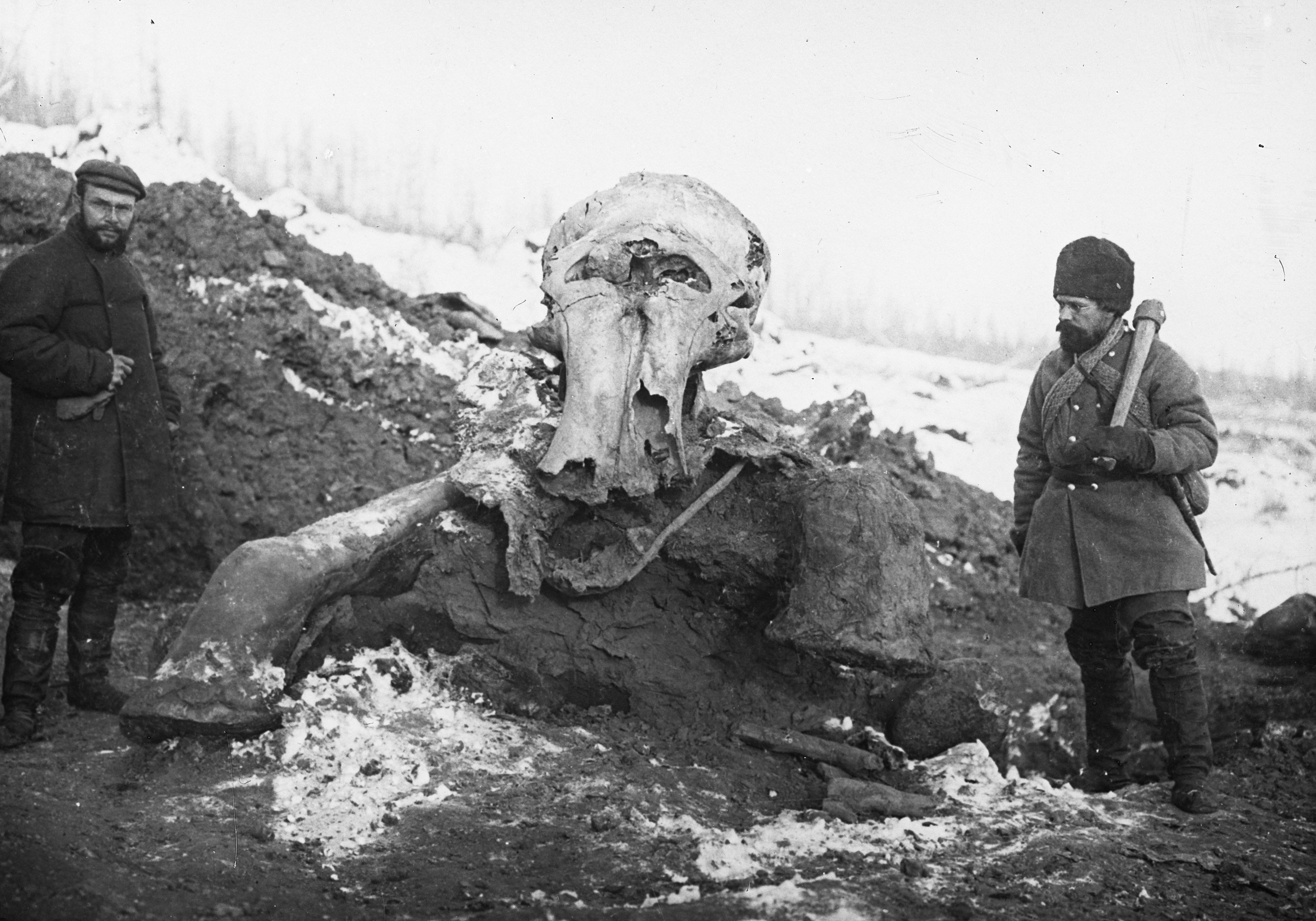
Le mammouth de Beresovka avec Eugen Pfizenmayer et Otto Herz.

- 16 mai : une expédition conduite par le zoologiste de l’Académie des sciences de Saint-Pétersbourg Eugen Pfizenmayer, le taxidermiste Otto Herz et le géologue Dimitri Sevastianov part pour Iakoutsk en Sibérie pour examiner un mammouth conservé par les glaces sur les berges de Berezovka en Sibérie. La carcasse presque entièrement conservée (sauf la tête) est excavée du 24 septembre au 24 octobre puis transportée à Saint-Pétersbourg[8].
- 14 novembre : le bactériologiste autrichien Karl Landsteiner publie à Vienne un article dans lequel il annonce la découverte de trois groupes sanguins (système ABO)[9].

### Sciences physiques
- 3 juin : Henri Becquerel et Pierre Curie publient une note sur l'Action physiologique des rayons du radium dans les Comptes rendus de l'Académie des Sciences.
- 17 juin  : dans la séance de l'Académie des sciences, le chimiste Eugène Demarçay annonce qu'il a isolé l’europium, un élément de numéro atomique 63[10],[11].
- 10 août : les chimistes Emil Fischer et Ernest Fourneau publient leurs travaux sur la  synthèse du dipeptide glycylglycine[12]. Cette même année, Emil Fischer publie ses travaux sur l'hydrolyse de la caséine.
- 2 décembre : Sur la radioactivité induite provoquée par des sels de radium. Pierre Curie et André Debierne présentent à l'Académie des sciences le résultat de leurs expériences sur la radioactivité induite.
- Le physiologiste et chimiste britannique Frederick Hopkins découvre le tryptophane par hydrolyse de la caséine[13].

### Technologie
- 8 janvier : la Société Panhard Levassor dépose un brevet concernant le système d’équilibrage des moteurs à deux cylindres, par la création d’un couple d’inertie égal et contraire au couple produit par l’ensemble des bielles et manivelles[14].
- 14 janvier : la Société Panhard Levassor dépose un brevet concernant la suspension du mécanisme par trois points qui soustrait le mécanisme aux déformations élastiques que subit toujours le châssis de la voiture pendant le roulement[14].
- 18 février : l’ingénieur britannique Hubert Cecil Booth dépose un brevet pour le premier aspirateur (publié le 30 août 1901)[15].

- 9 juillet : loi créant à Paris l’office national des brevets d’invention[16].

- 17 septembre : l'ingénieur américain Peter Cooper Hewitt obtient un brevet pour une lampe à vapeur de mercure, à l'origine de la lampe fluorescente[17].

- 24 novembre-8 décembre : premier concours Lépine, créé par le préfet de Paris Louis Lépine afin d’encourager le développement de l’industrie du jouet[18].

- 3 décembre : l'ingénieur américain King Camp Gillette dépose le brevet d'un rasoir à lames interchangeables[19].

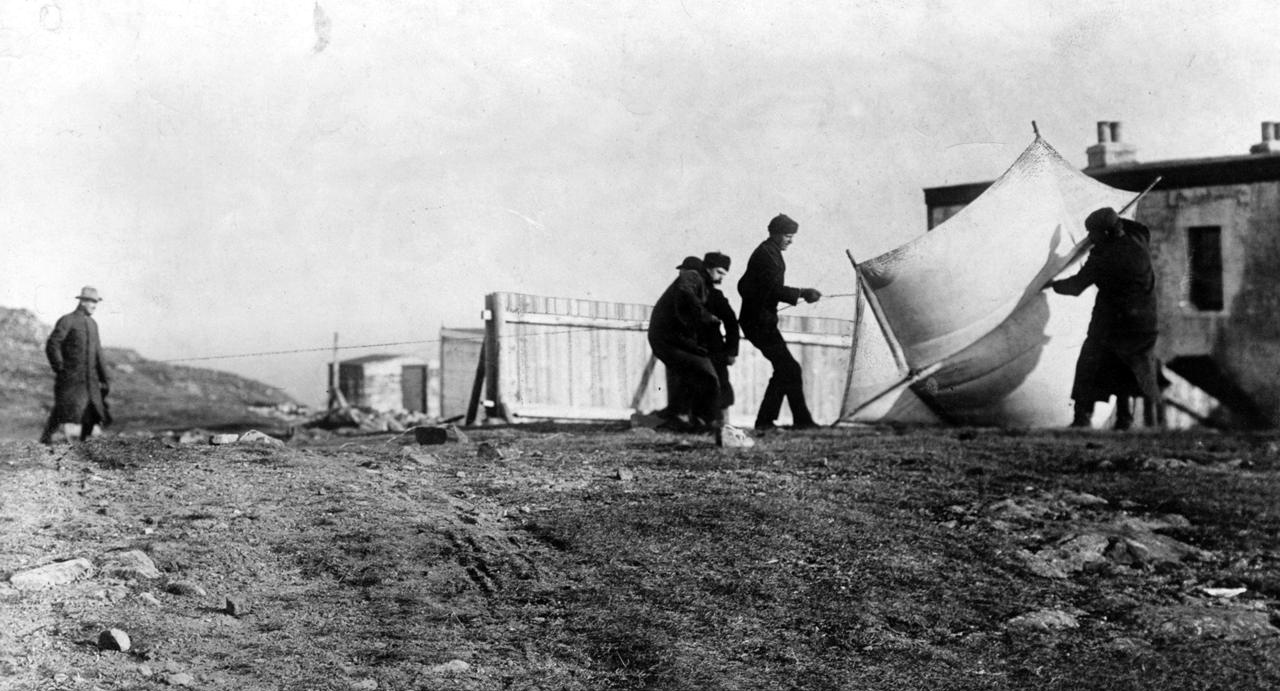
G. Marconi supervise la pose d'une antenne télégraphique à Saint-Jean de Terre-Neuve (décembre 1901).

- 12 décembre : Guglielmo Marconi effectue la première transmission radio sans fil transatlantique entre le Royaume-Uni (Cornouailles) et Terre-Neuve. Il met en évidence l'existence de l'ionosphère[21].

## Publications
- Ilya Ilitch Metchnikov  : Immunité dans les maladies infectieuses.

## Prix

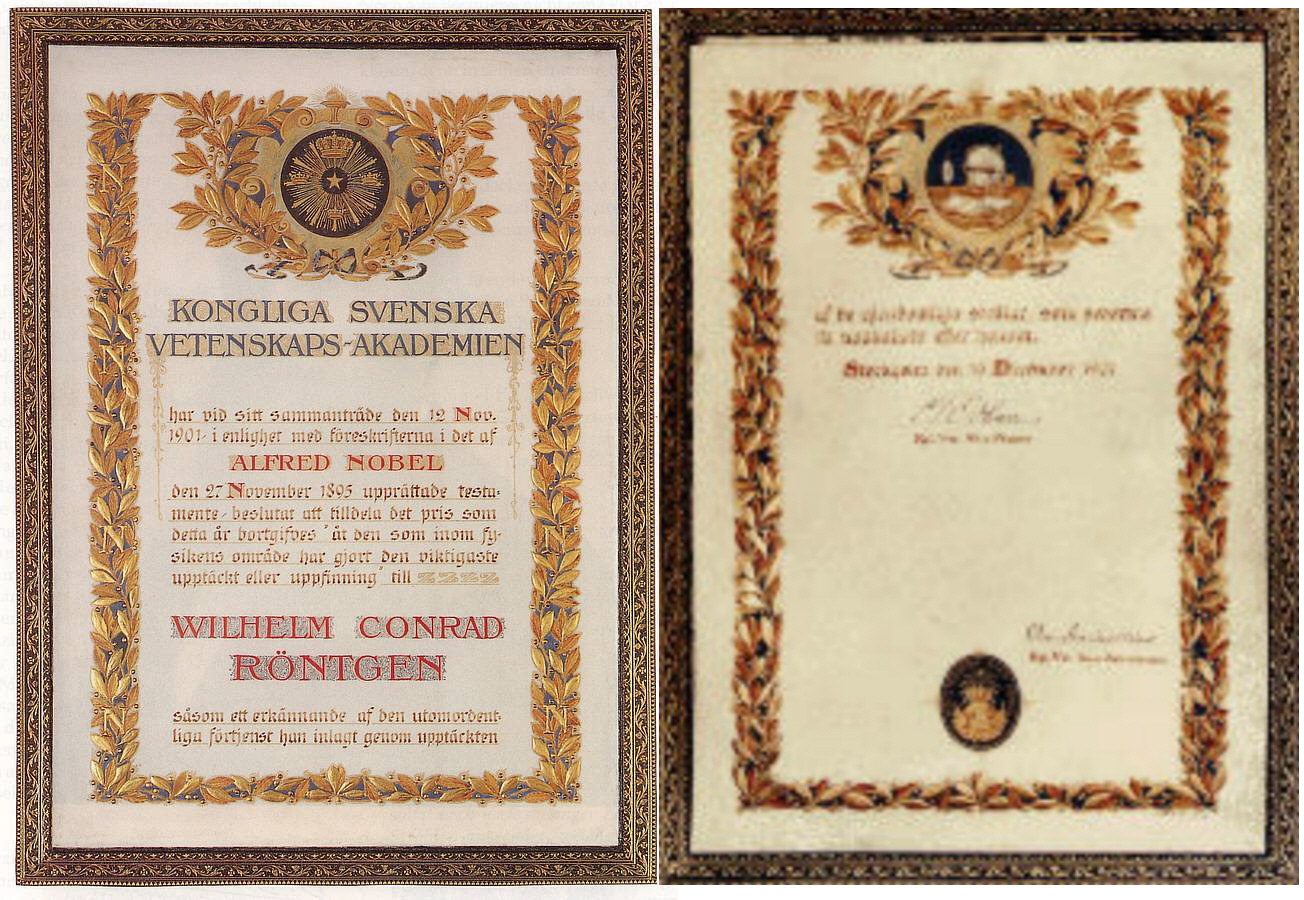
diplôme du prix Nobel de physique de Wilhelm Röntgen

- Les premiers Prix Nobel sont remis le 10 décembre.
  - Physique :  Wilhelm Conrad Röntgen
  - Chimie : Jacobus Henricus van 't Hoff (néerlandais)
  - Physiologie ou médecine : Emil Adolf von Behring (Allemand)

- Médailles de la Royal Society
  - Médaille Copley : Willard Gibbs
  - Médaille Davy : George Downing Liveing
  - Médaille royale : William Thomas Blanford, William Edward Ayrton
  - Médaille Sylvester : Henri Poincaré

- Médailles de la Geological Society of London
  - Médaille Lyell : Ramsay Traquair
  - Médaille Murchison : Alfred John Jukes-Browne
  - Médaille Wollaston : Charles Barrois

- Prix Jules-Janssen (astronomie) : José Joaquín Landerer (es), Thomas David Anderson et Henri Chrétien
- Médaille Linnéenne : Sir George King
- Prix Valz : Charles André

## Naissances

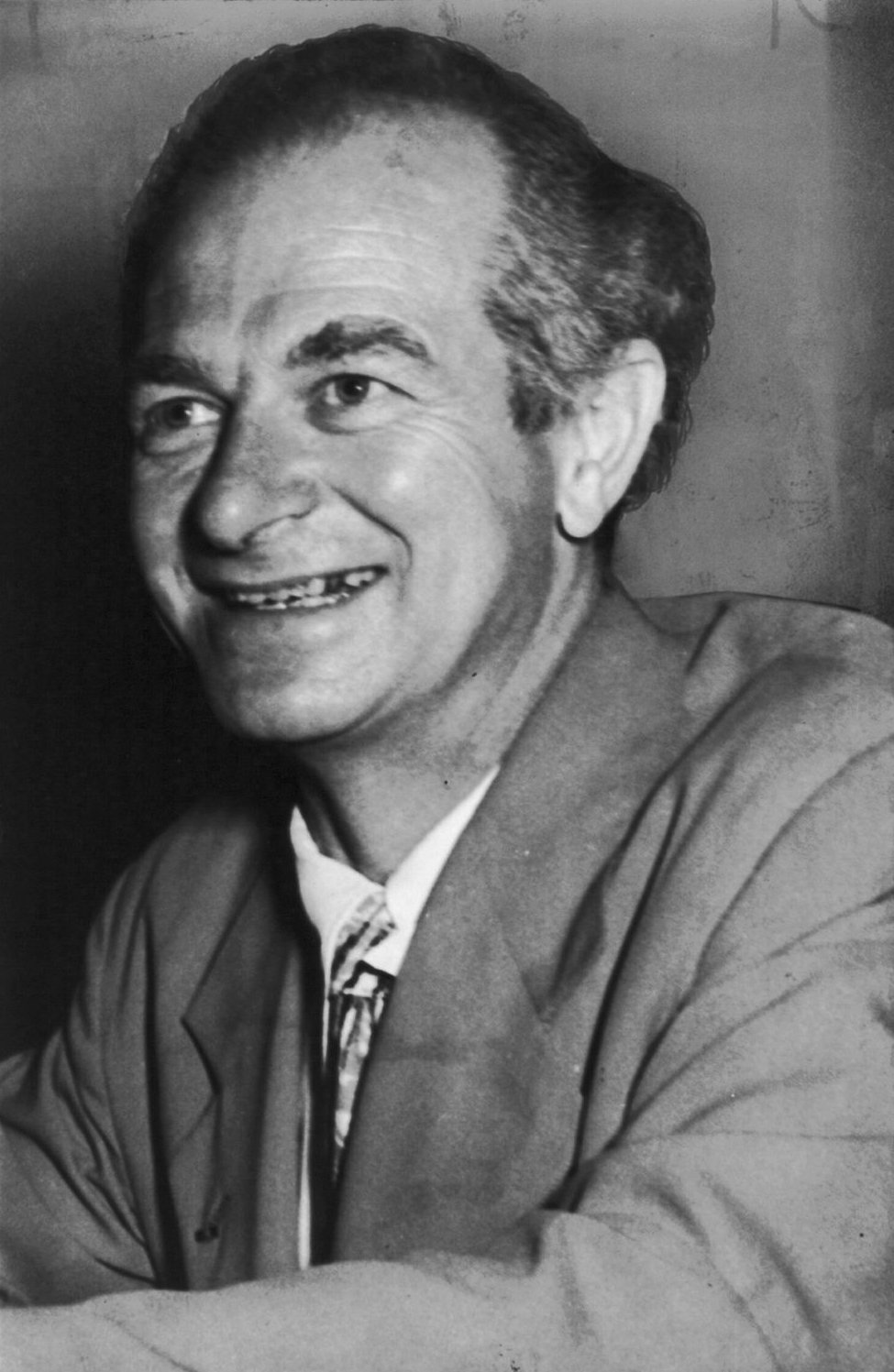
Linus Pauling

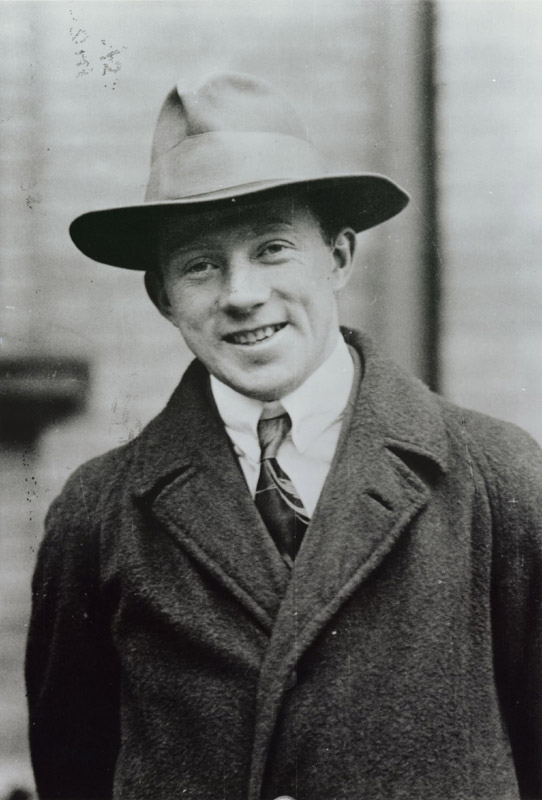
Werner Heisenberg en 1927.

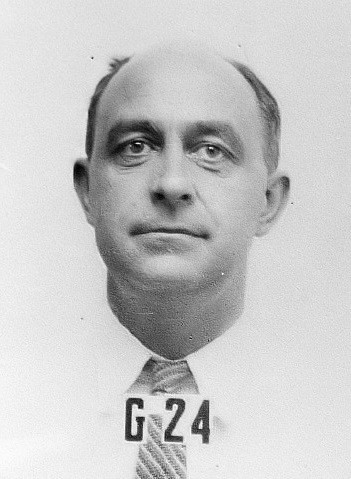
Enrico Fermi

- 14 janvier : Alfred Tarski (mort en 1983), logicien et philosophe polonais.
- 20 janvier : Louis Boyer (mort en 1999), astronome français.
- 22 janvier :  Nirmal Kumar Bose (mort en 1972), anthropologue indien.

- 15 février : André Parrot (mort en 1980), archéologue français.
- 20 février :
  - René Dubos (mort en 1982), agronome, biologiste et écologue français.
  - Henry Eyring (mort en 1981), chimiste théoricien américain.
  - Quinn McNemar (mort en 1986), psychologue et statisticien américain.
- 24 février : Paul ten Bruggencate (mort en 1961), astronome et astrophysicien allemand.
- 28 février : Linus Pauling (mort en 1994), physicien et chimiste américain, Prix Nobel de chimie en 1954.

- 24 mars : Karl Fischer (mort en 1958), chimiste allemand.
- 25 mars : Raymond Firth (mort en 2002), ethnologue et anthropologue néo-zélandais.
- 27 mars : Louis Leprince-Ringuet (mort en 2000), physicien, ingénieur en télécommunications, historien des sciences et essayiste français.
- 11 avril : Donald Menzel (mort en 1976), astronome américain.
- 13 avril : Jacques Lacan (mort en 1981), psychiatre et psychanalyste français.
- 20 avril : Michel Leiris (mort en 1990), écrivain et ethnologue français.
- 27 avril : Karl Beurlen (mort en 1985), géologue et paléontologue allemand.

- 2 mai : Édouard Zeckendorf (mort en 1983), médecin, officier de l'armée, et mathématicien belge.
- 5 mai : Josué Hoffet (mort en 1945), géologue et paléontologue français.
- 10 mai : John Desmond Bernal (mort en 1971), scientifique britannique.
- 18 mai :
  - Rafael Larco Hoyle (mort en 1966), archéologue péruvien.
  - Vincent du Vigneaud (mort en 1978), biochimiste franco-américain.
- 25 mai : Carl Wagner (mort en 1977), physico-chimiste allemand.

- 10 juin : Antonín Bečvář (mort en 1965), astronome tchèque.
- 23 juin : Otto Heckmann (mort en 1983), astronome allemand.
- 25 juin : Chester Arthur Arnold (mort en 1977), botaniste américain.
- 26 juin : Donald Thomson (mort en 1970), ornithologue et anthropologue australien.
- 22 juillet :  Jorge Bobone (mort en 1958), astronome argentin.

- 8 août : Ernest Orlando Lawrence (mort en 1958), physicien américain, prix Nobel de physique en 1939.
- 10 août : Franco Rasetti (mort en 2001), paléontologue, botaniste et physicien italien.
- 15 août : Pierre Lépine (mort en 1989), médecin et biologiste français.
- 17 août : Francis Perrin (mort en 1992), physicien français.
- 29 août : Oscar D'Agostino (mort en 1975), chimiste et scientifique italien.
- 30 août : Pierre Biquard (mort en 1992), physicien français.
- 22 septembre : Charles Brenton Huggins (mort en 1997), physiologiste américain, prix Nobel de physiologie ou médecine en 1966.
- 27 septembre : Herbert Ricke (mort en 1976), égyptologue allemand.
- 29 septembre : Enrico Fermi (mort en 1954), physicien italien, Prix Nobel de physique en 1938.

- 3 octobre : François Le Lionnais (mort en 1984), ingénieur chimiste et mathématicien français.
- 7 octobre : Edgar Aubert de la Rüe (mort en 1991), géographe, géologue, voyageur et photographe français.
- 8 octobre : Marcus Oliphant (mort en 2000), physicien australien.
- 10 octobre : Otto Brendel (mort en 1973), historien de l'art et universitaire allemand, spécialiste d'archéologie et d'art étrusque.
- 28 octobre : Franz Miltner (mort en 1959), archéologue classique autrichien.

- 4 novembre : Spyridon Marinatos (mort en 1974), archéologue grec.
- 6 novembre : Kathleen Mary Drew-Baker (morte en 1957), phycologue anglaise.
- 18 novembre : George Gallup (mort en 1984), statisticien et sociologue américain.
- 28 novembre : Louis Malleret (mort en 1970), archéologue français.

- 5 décembre : Werner Heisenberg (mort en 1976), physicien allemand, Prix Nobel de physique en 1932.
- 9 décembre : Jean Mermoz (mort en 1936), aviateur français.
- 14 décembre : Kazimierz Józef Marian Michalowski (mort en 1980), archéologue, égyptologue et historien de l'art polonais.
- 16 décembre :
  - Peter van de Kamp (mort en 1995), astronome néerlandais.
  - Margaret Mead (morte en 1978), anthropologue américaine.

## Décès
- 8 janvier : 
  - Maurice Block (né en 1816), statisticien et économiste d’origine prussienne, naturalisé français.
  - Ewald Wollny (né en 1846), agronome allemand.
- 20 janvier : Zénobe Gramme (né en 1826), électricien belge.
- 10 février : Max Joseph von Pettenkofer (né en 1818), chimiste et hygiéniste bavarois.

- 2 mars : George Mercer Dawson (né en 1849), géologue canadien.

- 1er avril : François-Marie Raoult (né en 1830), chimiste et physicien français.
- 8 avril : Louis Édouard Gourdan de Fromentel (né en 1824), paléontologue français.

- 9 mai : Henri Marès (né en 1820), ingénieur et agronome français.
- 8 juin : Gustave-Marie Bleicher (né en 1838), biologiste et géologue alsacien.
- 4 juillet : Peter Guthrie Tait (né en 1831), physicien et mathématicien écossais.
- 21 juillet : Henri de Lacaze-Duthiers (né en 1821), biologiste français.

- 12 août : Adolf Erik Nordenskjöld (né en 1832), géologue et minéralogiste finlandais.
- 22 août : Anatole Lewitsky (mort en 1942), résistant et anthropologue français[22].

- 24 novembre : Carl Eduard Cramer (né en 1831), botaniste suisse.

- 23 décembre : Joseph Henry Gilbert (né en 1817), chimiste et agronome britannique.

- William Mathews (né en 1828), géomètre, alpiniste et botaniste britannique.